# Арман, Луи
Луи Арман (фр. Louis Armand; 17 января 1905[…], Крюзей — 30 августа 1971[…], Вилле-сюр-Мер) — французский инженер, который руководил несколькими государственными компаниями, и играл важную роль во Второй мировой войне в качестве офицера Сопротивления. Он был первым председателем Евратома и был избран во Французскую академию в 1963 году.

## Избранные труды
- 1961: Plaidoyer pour l’avenir
- 1965: De la Savoie au Val d’Aoste par le tunnel du Mont -Blanc
- 1968: Simples propos
- 1968: Le pari européen (с Michel Drancourt)
- 1969: Propos ferroviaires
- 1970: De la cybernétique à l’intéressement
- 1970: L’Entreprise de demain
- 1974: Message pour ma patrie professionnelle